# Tetragnatha hawaiensis
Tetragnatha hawaiensis là một loài nhện trong họ Tetragnathidae.
Loài này thuộc chi Tetragnatha. Tetragnatha hawaiensis được Eugène Simon miêu tả năm 1900.